# Aisha bibi
Aisha-Bibi est un mausolée Qarakhanides du XIe siècle ou XIIe siècle, situé à 18 km à l'ouest de Taraz, au Kazakhstan, sur la route de la soie.
Récemment rénové, cet édifice est remarquable pour sa décoration en terre cuite qui le recouvre.
Sur le même site se trouve également le mausolée de Babazhi Khatun, qui était selon la tradition un proche d'Aisha Bibi.

## Images

Aisha Bibi
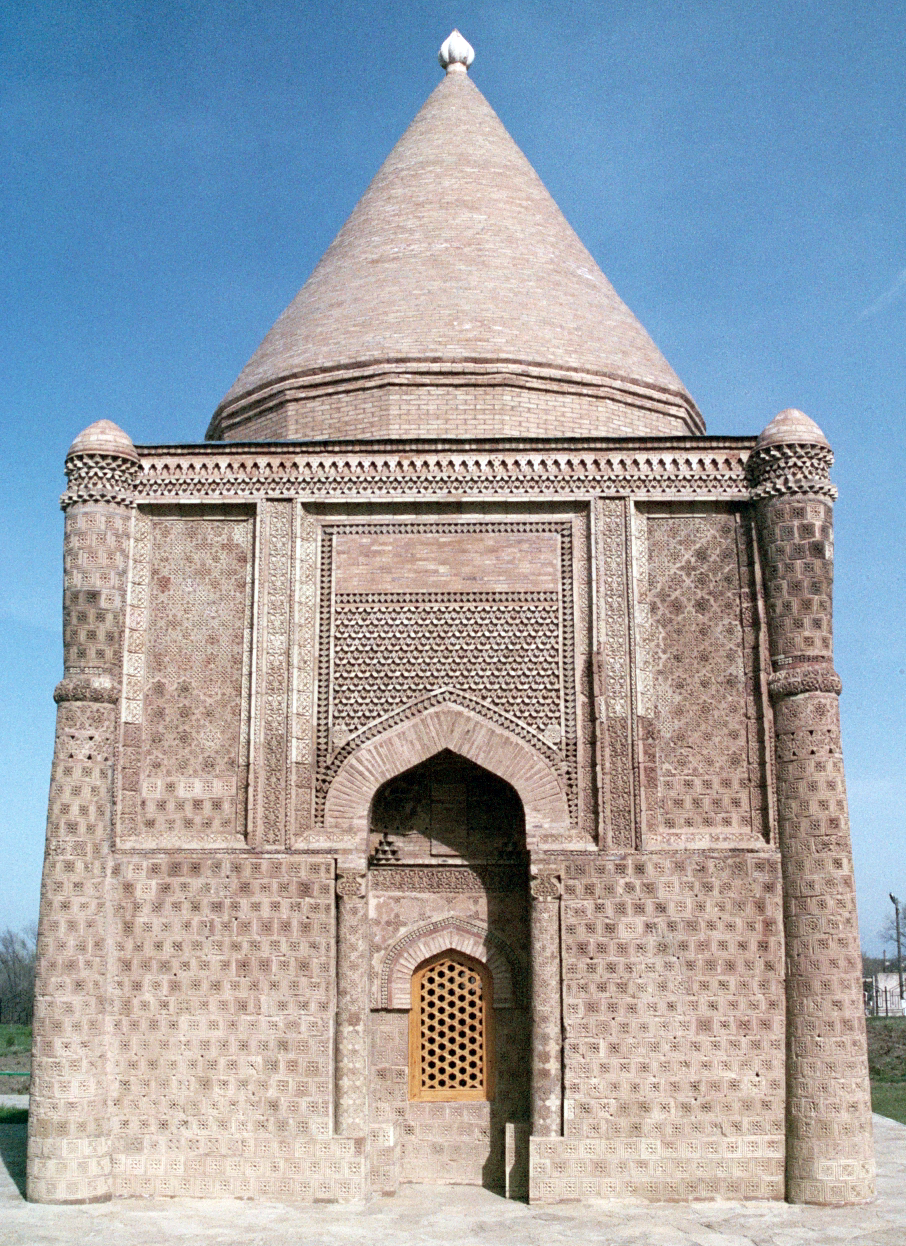
Élévation.
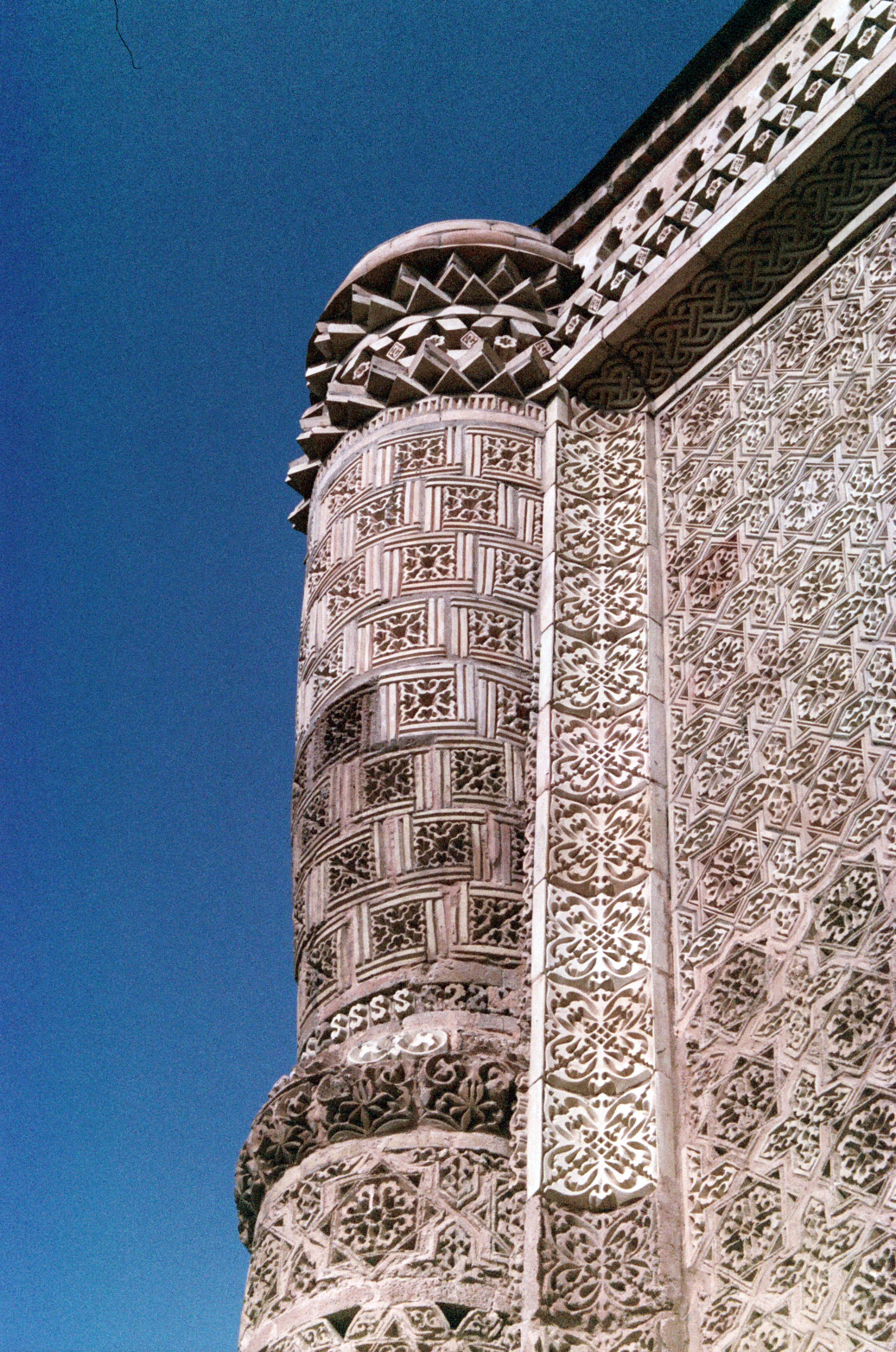
Colonne.
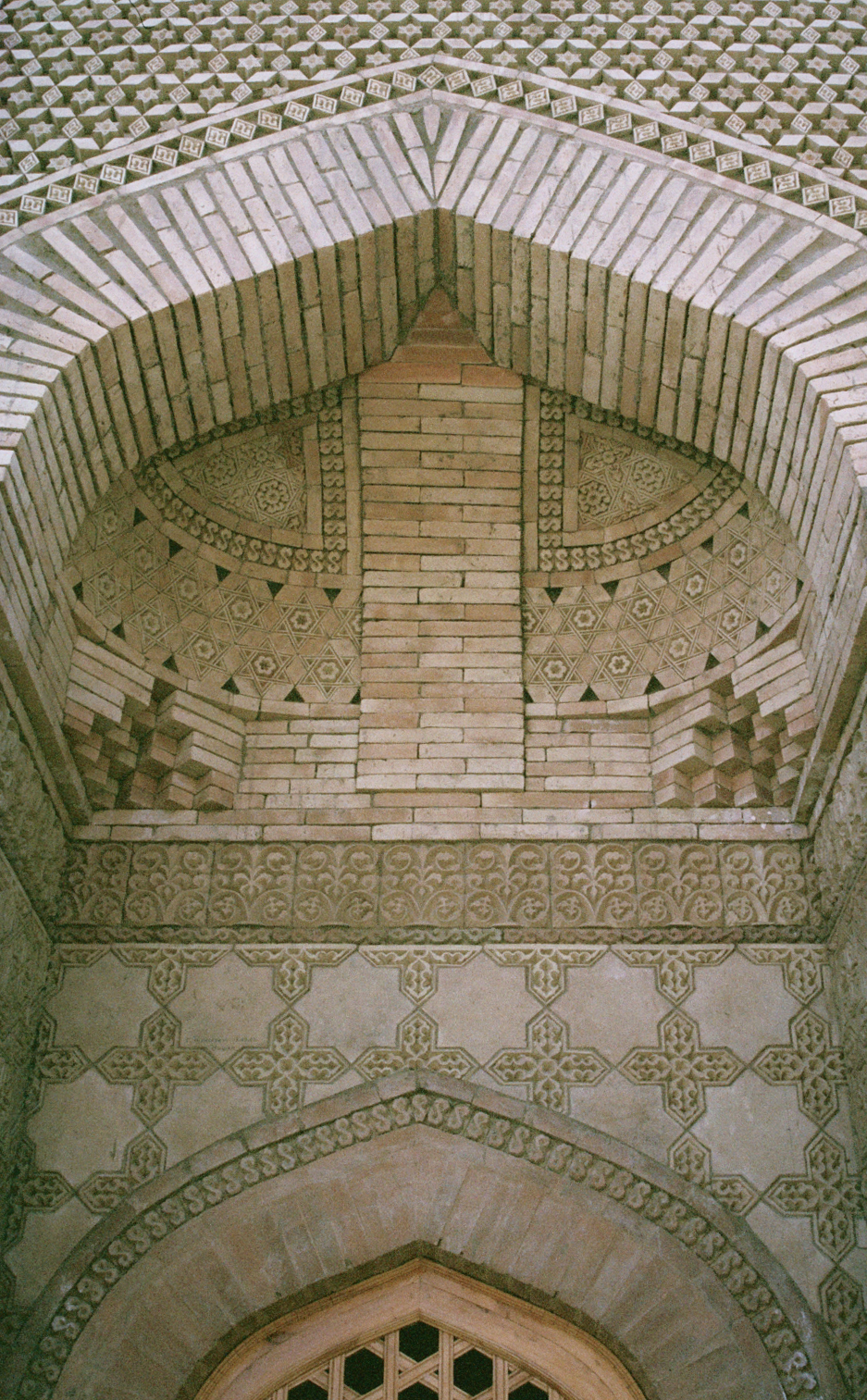
Arche.
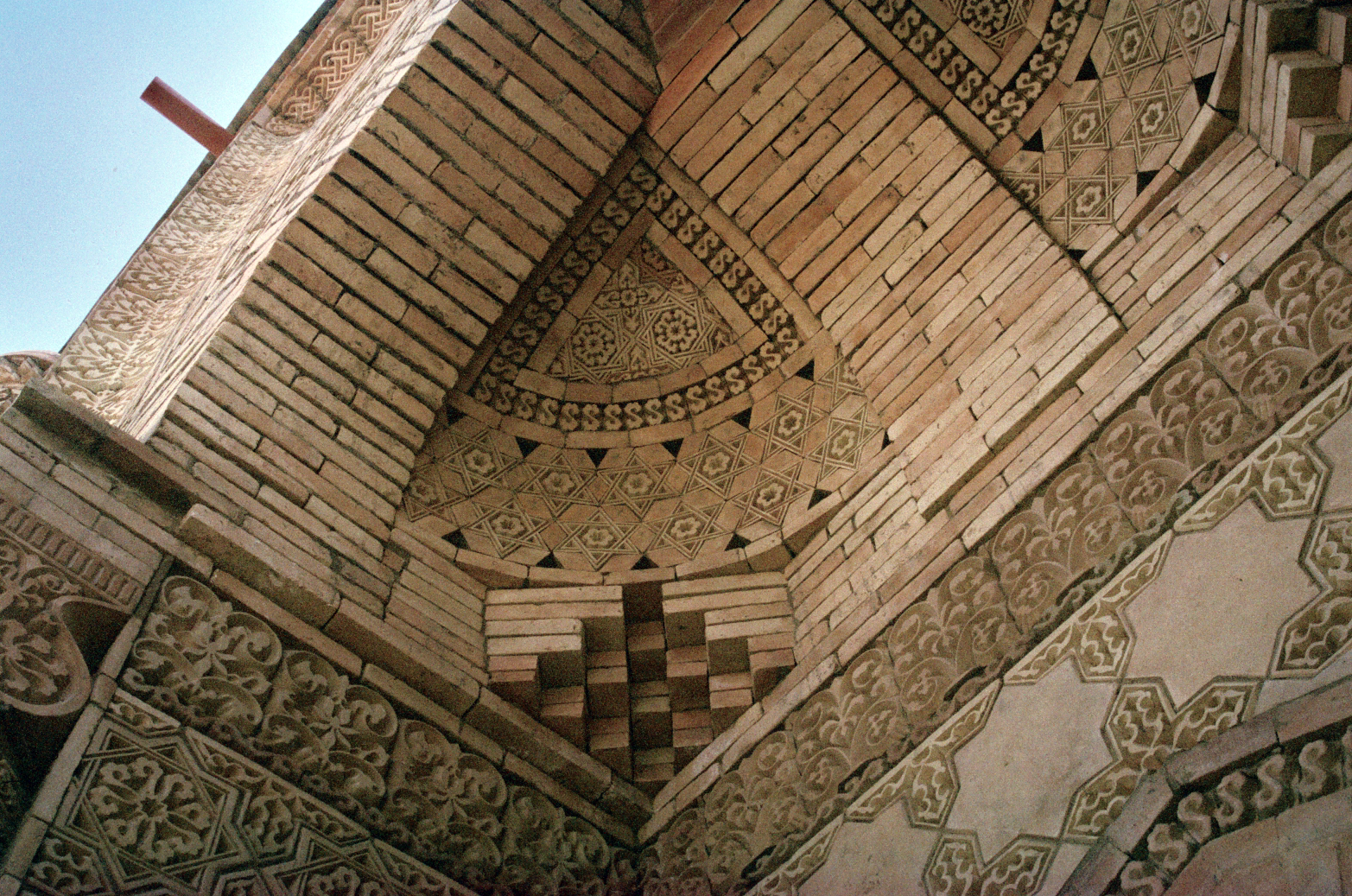
Détail de l'arche.
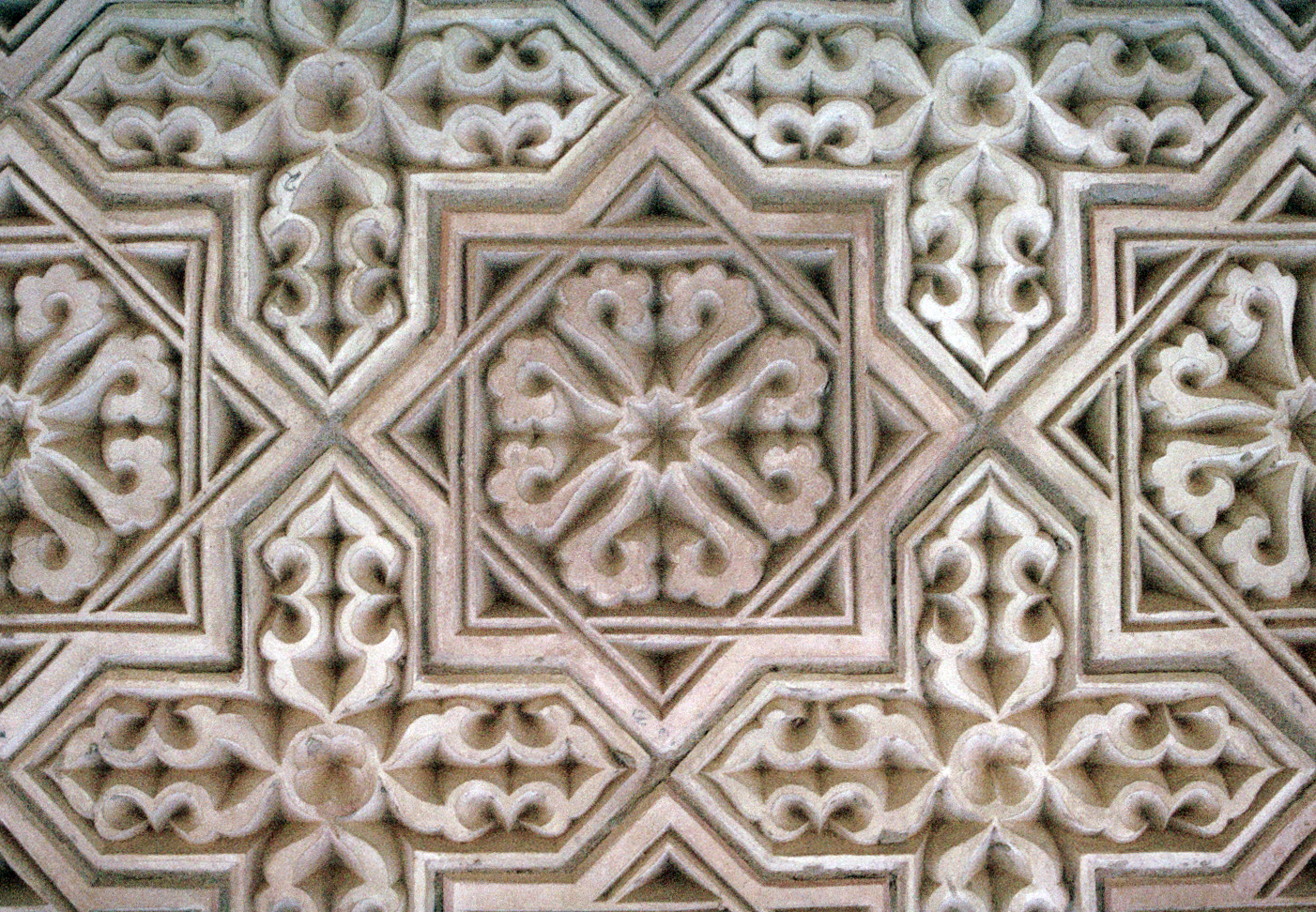
Décoration de la façade.
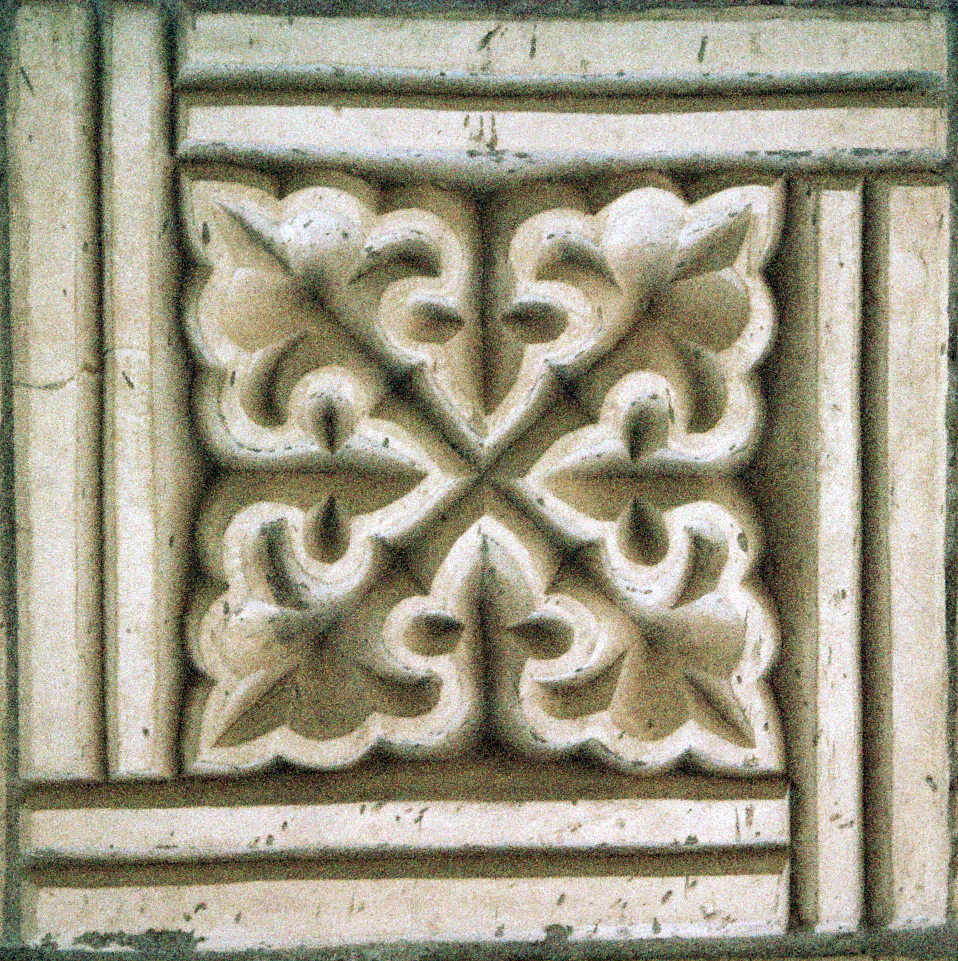
Décoration des colonnes.
Plan 1 m = 20 mm.

## Pour approfondir
- (en) Edgar Knobloch, Monuments of Central Asia: A Guide to the Archaeology, Art and Architecture of Turkestan, Londres, I.B. Tauris, 2001 (ISBN 978-1-86064-590-7, LCCN 2001270570, lire en ligne), p. 246.